# Hoplitis torchioi
Hoplitis torchioi is een vliesvleugelig insect uit de familie Megachilidae. De wetenschappelijke naam van de soort is voor het eerst geldig gepubliceerd in 1979 door Parker.